# Būlāmāj
Būlāmāj (persiska: Būlāmāch, Valāmāj, بولاماج) är en ort i Iran.   Den ligger i provinsen Västazarbaijan, i den nordvästra delen av landet, 600 km nordväst om huvudstaden Teheran. Būlāmāj ligger 1 113 meter över havet och antalet invånare är 399.
Terrängen runt Būlāmāj är huvudsakligen platt, men österut är den kuperad. Runt Būlāmāj är det ganska tätbefolkat, med 75 invånare per kvadratkilometer. Närmaste större samhälle är Khvoy, 3,6 km nordväst om Būlāmāj. Trakten runt Būlāmāj består i huvudsak av gräsmarker.